# Charmanlijska reka
Charmanlijska reka (bułg. Харманлийска река) – rzeka w południowej Bułgarii. 
Swój bieg zaczyna w Rodopach Wschodnich na wysokości 755 m n.p.m. przy drodze lokalnej Asenowgrad – Kyrdżali, 1,5 km na zachód od kurortu Pamiczkowo. Do wsi Bojan Botewo płynie na południowy wschód przez głęboką dolinę. Następnie zakręca na wschód do wsi Malewo. Dalej biegnie po płytkich dolinach, zakręcając na północny wschód, a w pobliżu wsi Stojkowo ponownie na wschód, omijając wzgórze Chuchła. Przed miastem Charmanli tworzy wąwóz o długości 10 km. Jest prawym ujściem Maricy, na wysokości 73 m n.p.m., 1,2 km na północ od Charmanli. Rzeka ma 90 km długości, średni przypływ 5,47 m³/s, a maksymalny poziom wody w lutym i marcu oraz powierzchnię dorzecza o wielkości 956 km², co stanowi 1,8% powierzchni dorzecza Maricy. 
Do Charmanlijskiej reki uchodzą: 
- lewe dopływy: Siczersko dere, Kyzyklijsko dere, Chaskowska reka, Uzundżowska reka.

- prawe dopływy: Djudjukjudere, Lawa reka, Asardere, Kjuprjudere, Dermendżidere, Batakdere (zbiornik Trakiec), Pczełarowska reka (zbiornik Trakiec), Sałamdere, Kjuludere, Byrzej, Sazlija, Jungjurmezdere, Kurudere, Kjumjurłukdere.

Rzeka przepływa przez 8 miejscowości: kolejno Noczewo, Trakiec, Konusz, Wojwodowo, Malewo, Dinewo, Brjagowo, Charmanli.
W górnym biegu rzeki wybudowany jest zbiornik retencyjny Trakiec.
Do 1942 roku rzeka nazywała się Ołudere, do 1945 roku Weliczka.